# آنتوهوبه
آنتوهوبه (انگلیسی: Antohobe) یک منطقهٔ مسکونی در ماداگاسکار است که در ناحیه بتافو واقع شده‌است.